# 218097 Maoxianxin
218097 Maoxianxin este un asteroid din centura principală de asteroizi.

## Descriere
218097 Maoxianxin este un asteroid din centura principală de asteroizi. A fost descoperit pe 1 iunie 2002 la Observatorul Palomar în cadrul programului NEAT. Asteroidul prezintă o orbită caracterizată de o semiaxă mare de 3,16 ua, o excentricitate de 0,05 și o înclinație de 10,1° în raport cu ecliptica.